# Тельманьи, Эмиль
Эмиль Тельманьи (венг. Telmányi Emil; 22 июня 1892, Арад, ныне Румыния — 13 июня 1988, Хольте, ныне в составе коммуны Рудерсдаль, Дания) — венгерско-датский скрипач и дирижёр.
Начал играть на скрипке в десятилетнем возрасте. Учился в Музыкальной академии имени Листа у Енё Хубаи (скрипка), Ганса Кёсслера (композиция), Виктора Херцфельда (камерный ансамбль).
В 1911 г. начал концертную карьеру в Берлине и до начала Первой мировой войны совершил ряд гастрольных поездок по Европе. В ходе одной из них познакомился в Копенгагене с художницей Анной Марией Нильсен, дочерью Карла Нильсена, и в 1918 г. женился на ней (брак распался в 1933 г.). Обосновавшись в Дании, много выступал со своим тестем Нильсеном — в частности, исполнив 5 марта 1919 года мировую премьеру Первого концерта Эрнста фон Донаньи. В том же году дебютировал как дирижёр, в 1925—1926 гг. работал с Гётеборгским симфоническим оркестром. 21 октября 1926 в Париже дирижировал мировой премьерой Концерта для флейты с оркестром Нильсена (солист Хольгер Жильбер-Есперсен). Сочинения Нильсена играл и записывал неоднократно, с разными партнёрами (в том числе три сонаты для скрипки и фортепиано с Виктором Схиэлером, 1954). Нильсен посвятил Тельманьи Прелюдию и престо для скрипки соло (премьера в исполнении Тельманьи в Лондоне, 28 июня 1923 г.).
Концертировал также с пианистом Георгом Вашархеем, последовавшим примеру Тельманьи и перебравшимся в Данию из Венгрии; записал вместе с ним альбом с произведениями Иоганнеса Брамса. В послевоенные годы увлёкся исполнением барочной музыки с использованием специального изогнутого смычка, записал таким образом альбом с сонатами и партитами для скрипки соло Иоганна Себастьяна Баха (1954).
В 1940—1969 гг. профессор Орхусской консерватории.